# 近畿車輛

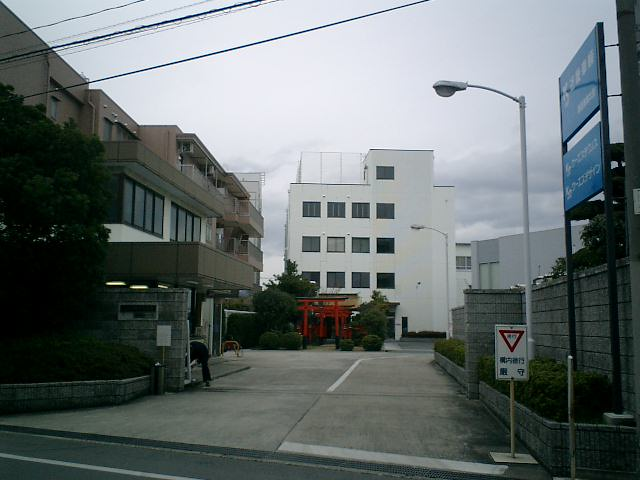
車両工場通用門 （車両をトレーラーで陸送する場合に出場する門は別にある）

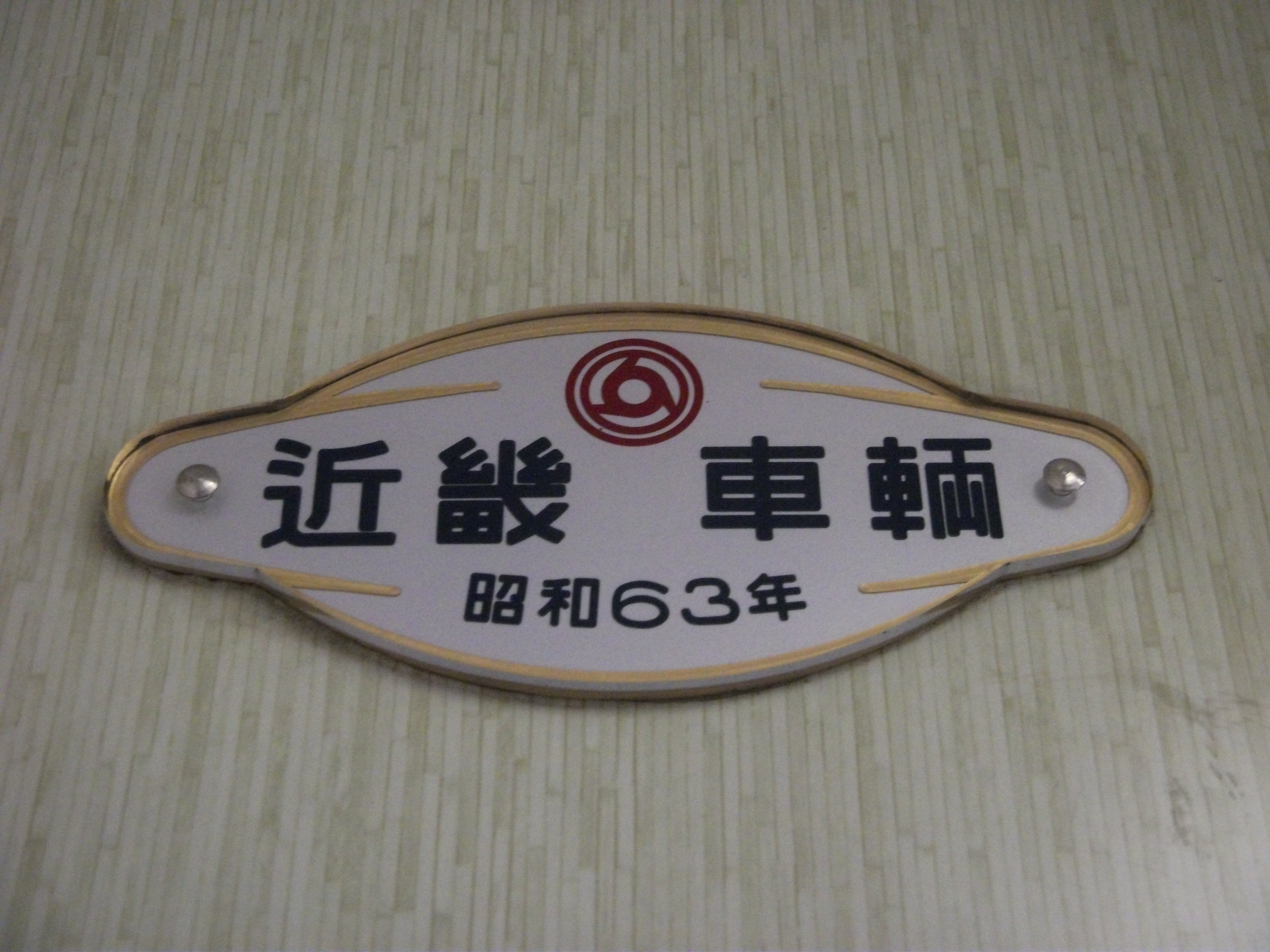
製造銘板
（営団6000系電車）

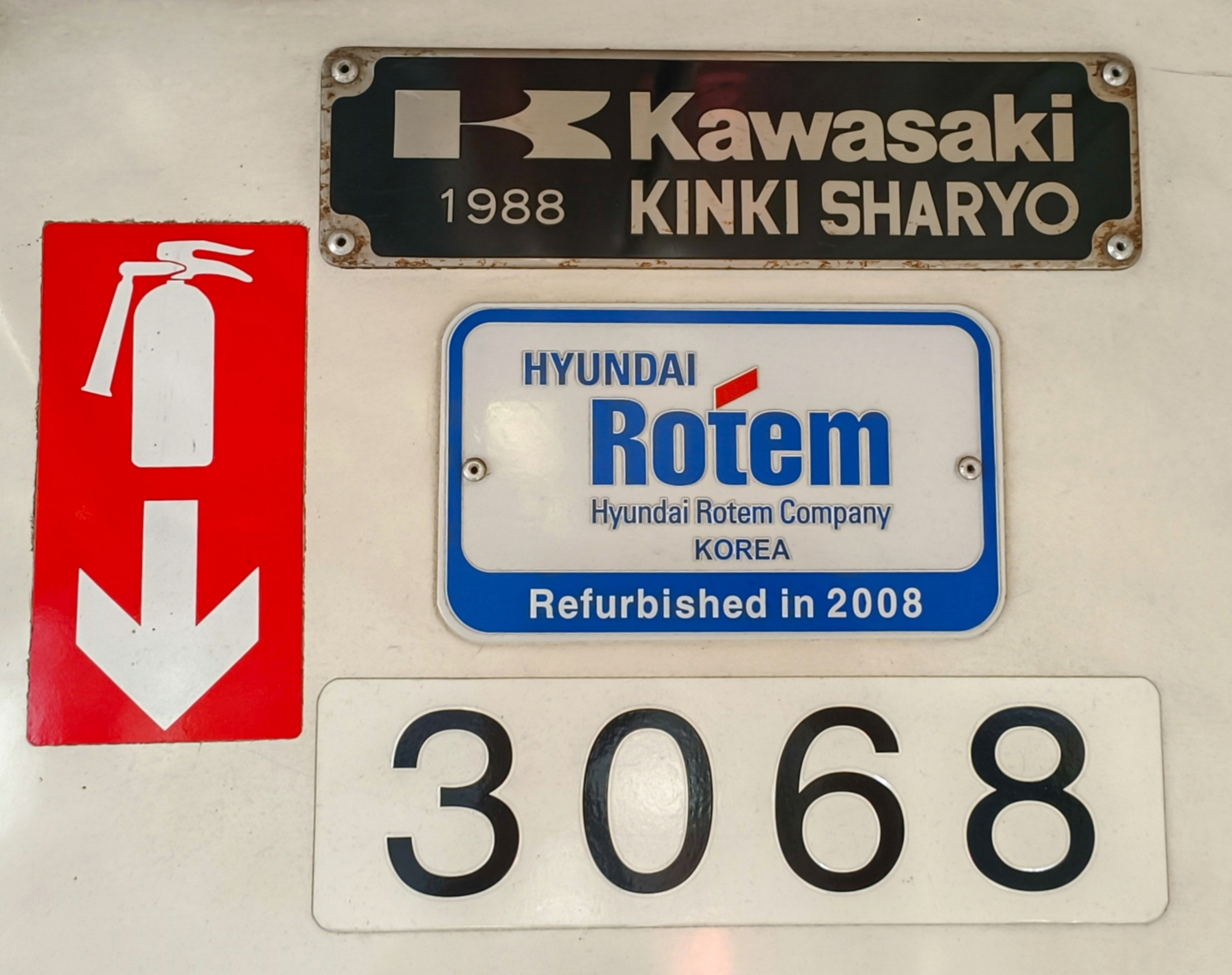
C151系電車の川崎近畿車輛ビルドプレート

近畿車輛株式会社（きんきしゃりょう、英: THE KINKI SHARYO CO.,LTD.）は、大阪府東大阪市に本社を置く、鉄道車両などの生産を行う企業。近鉄グループに属する。略称は「近車」「KS」。

## 概要
- 創業： 1920年12月19日（田中車輛工場、兵庫県尼崎市にて）
- 設立： 1939年11月18日（田中車輛株式会社）
- 本社所在地：大阪府東大阪市稲田上町2-2-46
- 東証スタンダード上場（証券コード7122）

本社・工場の最寄駅は西日本旅客鉄道（JR西日本）片町線（学研都市線）・徳庵駅。
戦前からの客車・電車メーカーである田中車輛が前身で、終戦後の近畿日本鉄道（近鉄）傘下入りに伴い、1945年11月に現社名に改称した（後述の沿革参照）。
田中家から近鉄に経営権が移ってからは、代々日本国有鉄道の工作局長が社長に就任していた（田中車輛の社長だった田中太一は、近畿車輛に改組後も監査役を務めていた）。国鉄分割民営化後は国鉄から帝都高速度交通営団（現・東京地下鉄〈東京メトロ〉）理事を務めた運転畑の出身者が社長を務めた後、近鉄出身者が務め、その後はJR西日本の役員経験者と、近鉄の役員経験者が社長を務めている。
かつては様々な製品を製造していたが、現在は鉄道車両関連の製品のみに特化している。また、三菱重工業と業務提携を行っている。
当社から製造された車両はローレル賞やブルーリボン賞に加え、ブルネル賞を受賞した車両も数多い。
主に電車の製造を行っているが、2012年には気動車の製造にも再参入することが発表され、JR四国1500形気動車 7次車を納入した。車両の新造だけでなく改造も手掛けており、近鉄以外の他社製の車両の改造も行っている。
2012年5月10日、JR西日本が近鉄より発行済み株式の5 %を約11億円で取得し、近鉄に次ぐ第2位株主となると同時に、車両製造の業務提携契約を締結した。

## 沿革
出典
- 1920年（大正9年）12月19日 - 尼崎市松島町に田中車輌工場が創設される。
- 1921年（大正10年） - 阪神電気鉄道301形増備車5両のうち1両（311号車）を受注、製造第1号車となる。
  - 同車の出来栄えが「優秀」と評価され、同社からの追加発注を受ける。以後、神戸市電気局D車、大阪市電気局1081形市電車両、さらには鉄道省からの貨車製造の受注などに繋がる[10] 。
- 1924年（大正13年）4月 - 大阪市内に大阪工場を開設。
- 1935年（昭和10年）12月26日 - 個人経営の田中車輌工場を田中車輌合名会社に改組。
- 1938年（昭和13年）6月 - 徳庵工場の建設工事に着手。
- 1939年（昭和14年）11月18日 - 田中車輌合名会社を田中車輌株式会社に改組。
- 1941年（昭和16年） - 徳庵工場を開設。
- 1943年（昭和18年）2月 - 造船工場を開設。
- 1943年（昭和18年）9月 - 徳庵工場を徳庵車両工場、大阪工場を京橋造船工場、造船工場を千歳造船工場に工場名を改称。
- 1945年（昭和20年）9月 - 千歳造船工場を閉鎖。
- 1945年（昭和20年）11月19日 - 田中車輌株式会社の全株式を近畿日本鉄道株式会社に譲渡。商号を近畿車輌株式会社に変更。
- 1949年（昭和24年）5月14日 - 大阪証券取引所（当時）に上場。
- 1954年（昭和29年）12月 - 京橋工場の製造設備を徳庵車両工場に集約。
- 1961年（昭和36年）10月2日 - 東京証券取引所第一部に上場。
- 1970年（昭和45年）9月 - 京橋工場の敷地を売却。（跡地には1971年にダイエー京橋店が開業）
- 2012年（平成24年）5月10日 - JR西日本と業務提携契約を締結[11]。
- 2013年（平成25年）1月 - 四国旅客鉄道（JR四国）1500形7次車を納入。近畿車輌では国鉄キハ80系以来53年ぶり（海外向け気動車を含めると28年）の国内向け気動車となる[12]。
- 2014年（平成26年）11月6日 - 東京地下鉄13000系294両（7両編成42本）を受注、久々の首都圏向け大型受注となる（最終的に44編成納入）[11]。同社には帝都高速度交通営団（営団地下鉄）時代の2001年（平成13年）に納入した05系10次車以来となる[11]。
- 2015年（平成27年）
  - 4月 - JR西日本新幹線W7系12両編成2本（24両）を納入（出荷は前年9月）、新幹線車両納入数1,000両を突破[11]。
  - 12月 - 近畿車輌に商号変更後、電車製造15,000両達成[11]。
- 2020年（令和2年）12月19日 - 近畿車輌の創業100周年を迎える[13]。12月22日には創業100周年を迎えた際に初めて落成された車両として、南海電気鉄道8300系の甲種輸送時に記念ヘッドマークを取り付けた[13]。

### 工場
創業当初は兵庫県尼崎市松島町に尼崎工場が設けられた。その後尼崎工場は手狭となり、1922年（大正11年）尼崎市田町に組立工場が設けられた。その後、1924年（大正13年）4月に大阪市北区新喜多町（現・都島区片町）に大阪工場が開設された。尼崎工場の設備は1940年（昭和15年）3月に徳庵車両工場へ移転した。
1937年（昭和12年）の盧溝橋事件以降、発注が急増したため、1938年（昭和13年）6月に徳庵車両工場の建設工事に着手し、1941年（昭和16年）6月に完成した（現在の事業所）。戦時中、大阪工場は京橋造船工場と改称され、兵器製造工場となった。
1943年（昭和18年）2月には大阪市大正区千歳町に千歳造船工場が開設され、海軍向けの兵器製造が行われたが（後述）、戦後の1945年（昭和20年）9月に閉鎖された。同月、京橋造船工場は車両製造工場に復帰した。1954年（昭和29年）12月に京橋工場の製造設備は徳庵車両工場に集約され、1970年（昭和45年）9月には京橋工場の敷地は売却された。

## 鉄道車両

### 近畿日本鉄道
- 系列化した戦後において、狭軌時代の名古屋線用（日本車輌製造製）および西信貴鋼索線用車両（日立製作所製）を除く全ての車両

### 西日本旅客鉄道（JR西日本）

#### 新幹線電車

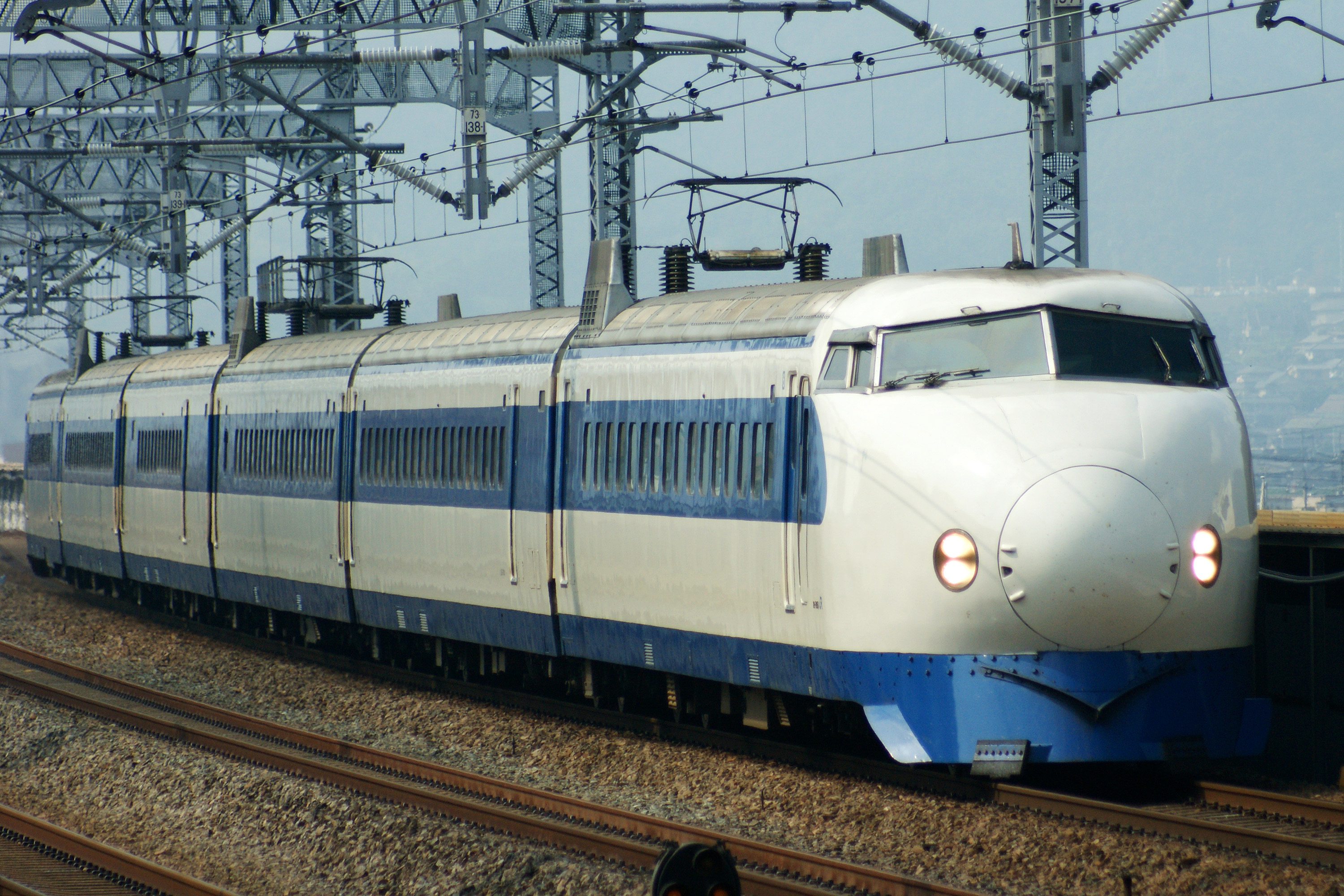
新幹線0系電車

- 新幹線100系電車（3000番台/V編成、通称100N系）
- 新幹線500系電車（旧7・8号車を製造）
- 新幹線700系電車（3000・7000番台）
- 新幹線N700系電車（3000・7000番台[注釈 2]）
- 新幹線W7系電車（W7、W10、W21、W23編成）

#### 在来線電車
- [15]
- 205系電車（1000番台。全車受注）
- 207系電車

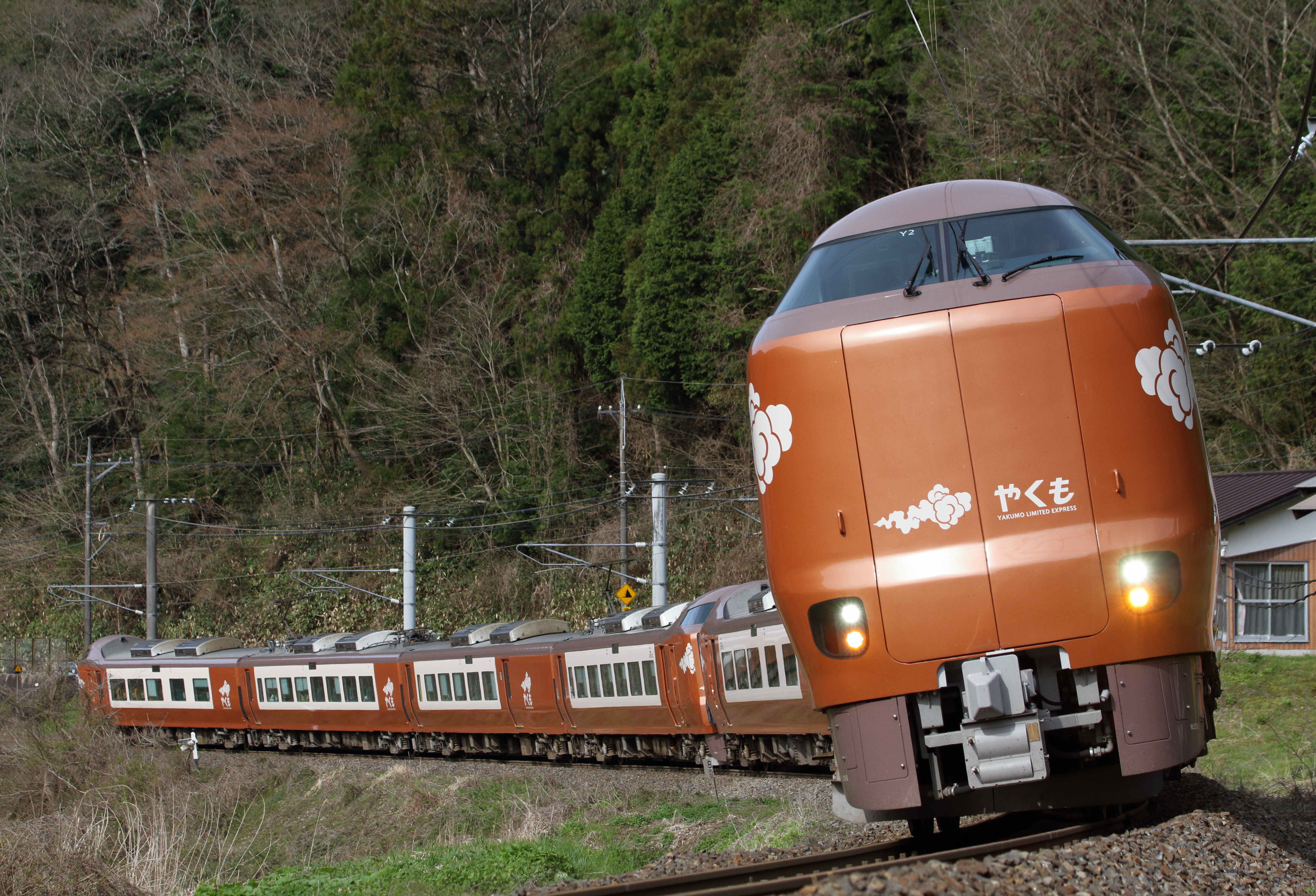
JR西日本273系電車

- 211系電車（クモロ211形・モロ210形、「スーパーサルーンゆめじ」仕様）
- 213系電車（クロ212形全車および増備車）
- 221系電車
- 223系電車（5000・9000番台を除く）
- 225系電車[15]
- 227系電車[15]
- 321系電車（全車受注）[15]
- 323系電車[16][15]
- 271系電車（全車受注）[15]
- 273系電車（全車受注）[17]
- 281系電車
- 283系電車
- 285系電車[15]
- 287系電車（FA・FC編成は全車受注）[15]
- 521系電車（100番台は全車受注）[15]
- 681系電車
- 683系電車（0・2000・4000番台、2000番台R編成は全車受注）など。

#### 気動車
- 87系気動車（キイテ87形・キサイネ86-501・キラ86形・キシ86形）
- DEC741形気動車

### 大阪市交通局→大阪市高速電気軌道（諸改造も受注）
第二次世界大戦前
- 大阪市営地下鉄100形

戦後
- 10系
- 20系(2代)・新20系
- 30系
- 50系
- 66系
- 70系
- 80系
- 30000系（谷町線用は全車受注）
- 30000A系[18]（全車受注）

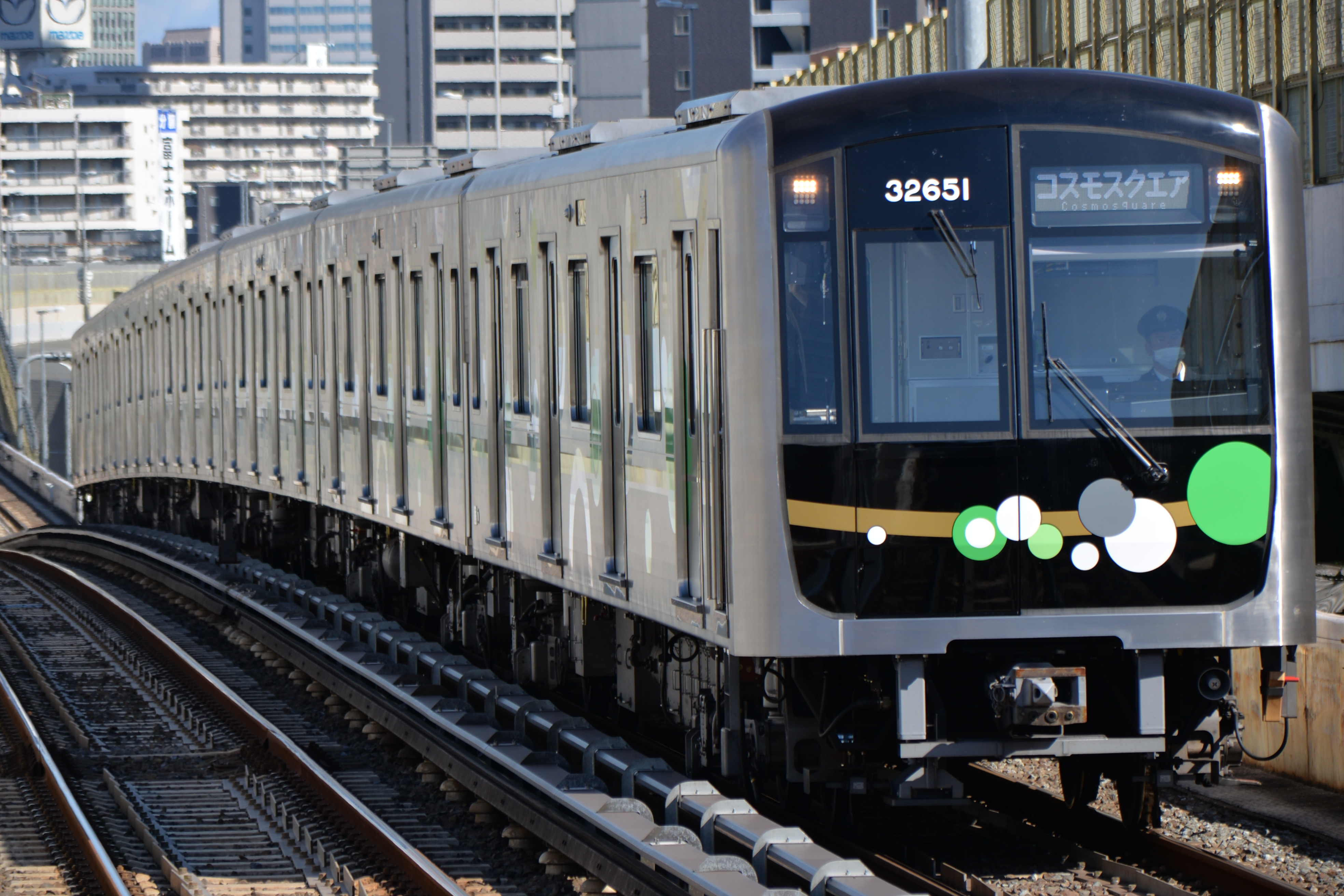
Osaka Metro 30000A系

- ニュートラム100系・100A系（第31・32編成のみ）

### 阪急阪神ホールディングス

#### 阪神電気鉄道
第二次世界大戦前
- 301形
- 1001形

第二次世界大戦後

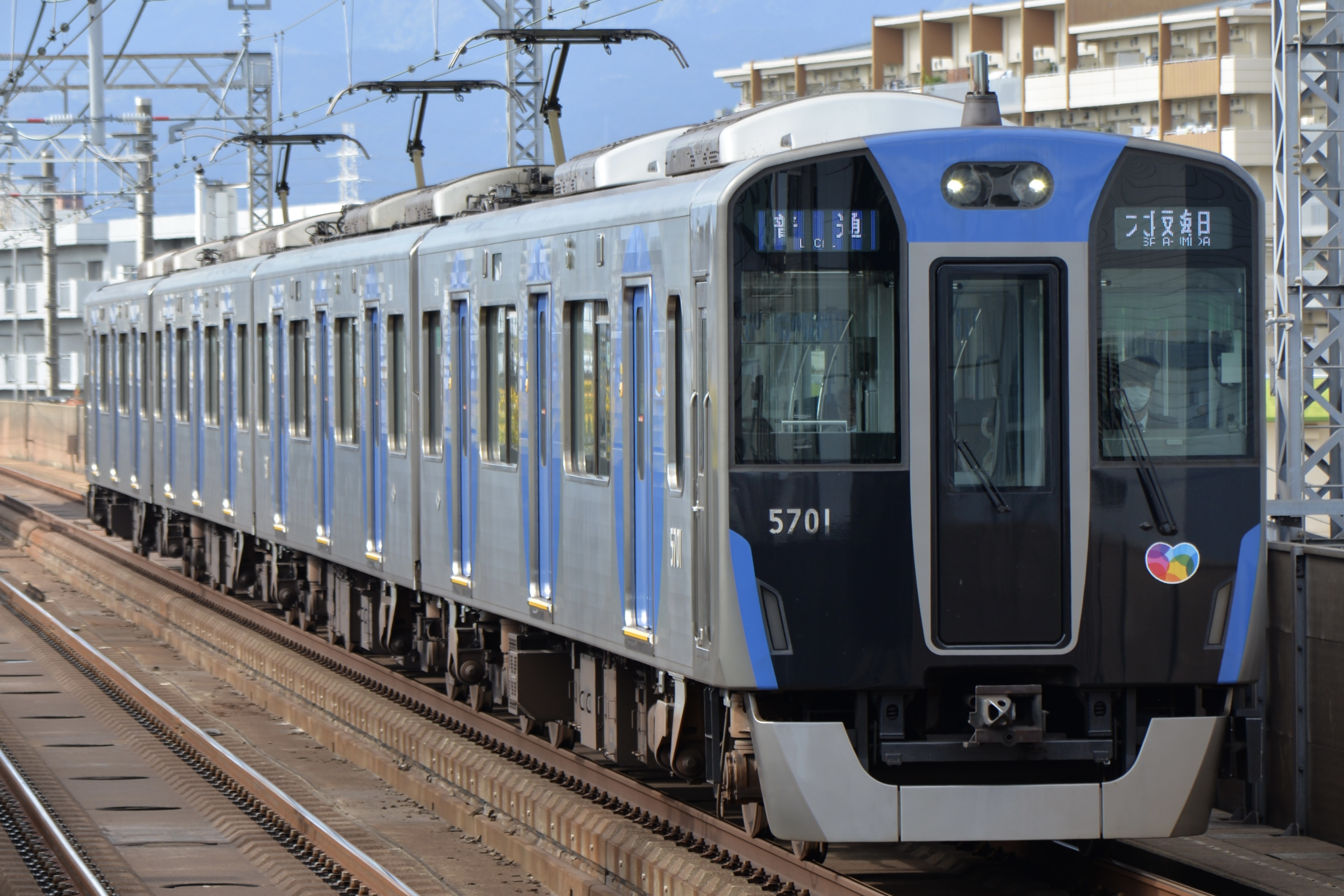
阪神5700系

- 1000系 - 1001形から本系列まで70年間製造受注は断絶していた。
- 5700系[19]
  - その他形式の車両部品、8000系以降のデザイン協力

#### 阪急電鉄
戦前は川崎車輌を中心に発注。戦後は子会社のアルナ工機、同社廃業後は日立に発注しているため、新京阪線時代の車両を除き取引例は僅かである。
- 10・50形（P-4・P-5）（新京阪線時代に導入）
- 100形（P-6）（新京阪線時代に導入）
- 200形（新京阪線時代に導入）
- 7000系（7014Fの中間車6両のリニューアル改造）
- 7300系（7304Fのリニューアル改造）

### 東京地下鉄（東京メトロ、旧・帝都高速度交通営団）

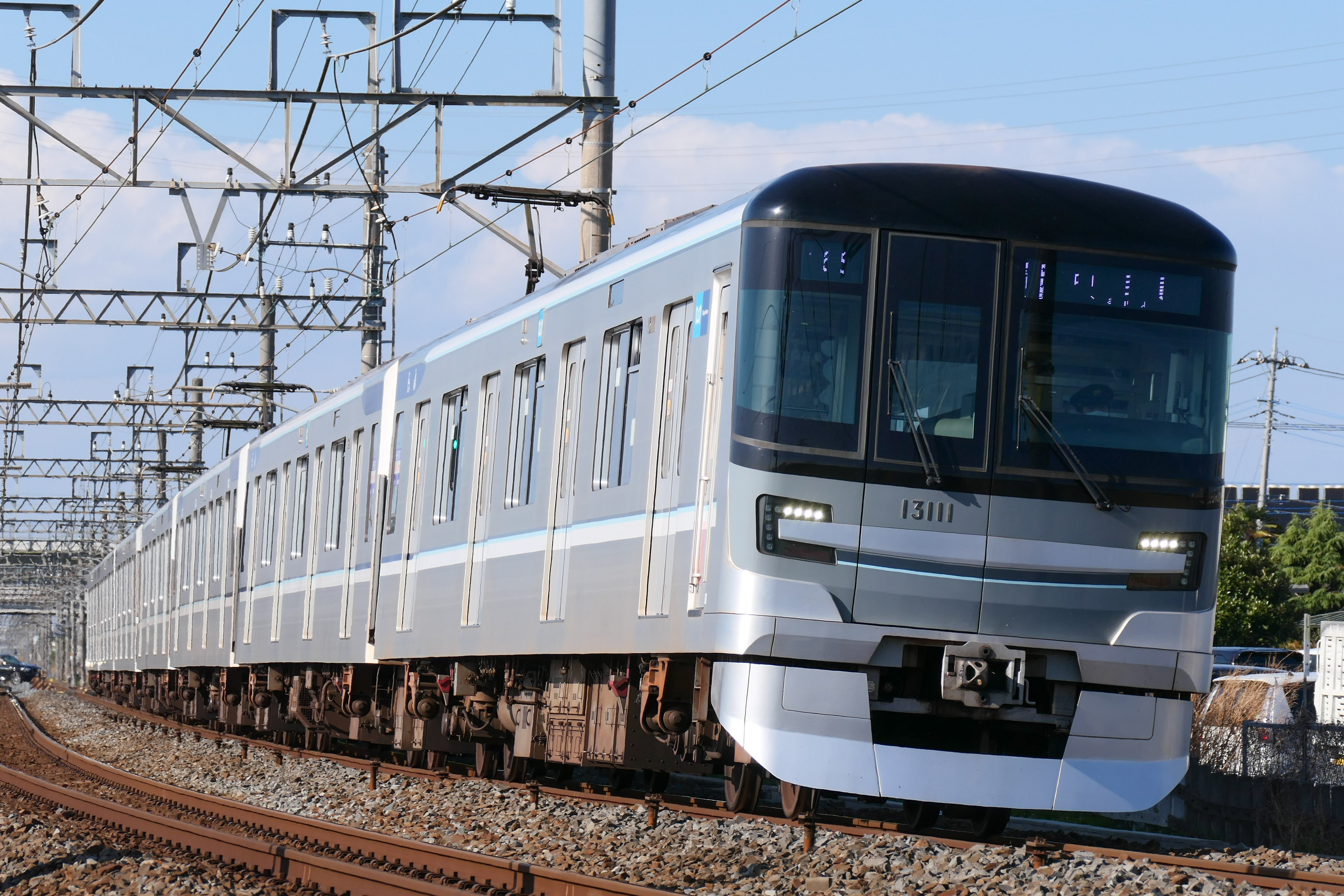
東京メトロ13000系

#### 銀座線用
- 2000形
- 01系

#### 丸ノ内線用
- 500形
- 02系
- 2000系（2133F以降）

#### 日比谷線用
- 3000系
- 03系
- 13000系[20] - 全車製造

#### 東西線用
- 05系
- 5000系

#### 千代田線用
- 6000系

#### 有楽町線用
- 7000系
- 17000系80番台（8両編成17181F以降）

#### 半蔵門線用
- 8000系

### 近鉄・阪急阪神・東京メトロ以外の大手私鉄
第二次世界大戦前
- 大阪市電気局、神戸市電気局、東京市電気局、横浜市電気局、名古屋市電、札幌市交通局、熊本市電向け各種市電車両

#### 京阪電気鉄道
- 80型
- 350型 - 以後は川崎車輛→川崎重工→川崎車両へ一本化のため取引断絶

#### 南海電気鉄道
- 7000系・7100系の一部
- 21001系の昇圧改造
- 8300系 - 7100系以降本形式製造まで40年間車両本体の受注がなかった[21]。

#### 西日本鉄道
- 1000形の一部　- 以後は川崎車輛→川崎重工→川崎車両へ一本化のため一部台車を除き取引断絶

#### 東武鉄道
- 60000系 - 5両編成化改造及び80000系サハ83500形への流用改造を担当
- 70000系[22] - 東京メトロ13000系と一括で全車受注。東武鉄道向けとして当形式が初。
- 80000系[23] - 全車受注。60000系サハ64600形からの流用改造も担当。

### 国鉄・JR西日本以外のJR・第三セクター（地下鉄を除く）
東海道・山陽・九州新幹線の車両はJR西日本のN700系3000番台（現・5000番台）のN12（現・K12編成）、7000番台のS8編成、JR九州のN700系8000番台のR11編成を最後に行っておらず、現在は日本車輌製造と日立製作所で製造されている。JR東海の新幹線車両は300系のJ54編成を最後に製造していない（なお、JR西日本の300系3000番台は製造しなかった）。また、北海道旅客鉄道（JR北海道）･日本貨物鉄道（JR貨物）とは取引がない。
また、東北・上越新幹線の車両に至っては国鉄時代に200系の一部を製造したのみであり、JR東日本向けの新幹線車両は一切製造していない（JR東日本向けの新幹線車両は、主として川崎重工業と日立製作所、一部を子会社の総合車両製作所で製造される。ただし、後述のとおりJR西日本向けにJR東日本の車両がベースとなっているW7系を製造した）。

#### 日本国有鉄道（国鉄）

##### 新幹線電車
- 新幹線1000形電車（B編成1006号）
- 新幹線0系電車
- 新幹線100系電車
- 新幹線200系電車
- 新幹線962形電車（962-2）

##### 旧型電車
- 30系電車
- 31系電車
- 32系電車
- 40系電車
- 42系電車
- 51系電車
- 63系電車
- 70系電車
- 72系電車
- 80系電車など

##### 新性能電車
- 101系電車
- 103系電車
- 105系電車
- 113系電車
- 115系電車
- 117系電車
- 121系電車
- 143系電車
- 151系電車
- 153系電車
- 165系電車
- 181系電車
- 183系電車
- 185系電車
- 193系電車（0番台）
- 201系電車
- 203系電車
- 205系電車（量産車）
- 211系電車
- 213系電車
- 381系電車
- 415系電車
- 443系電車
- 457系電車
- 485系電車
- 583系電車

など

##### 気動車
- キハ10系気動車
- キハ80系気動車（キハ81 1 - 3）
- キハ59形「アルファコンチネンタルエクスプレス」（先頭車構体製作）
- キハ84形「フラノエクスプレス」（構体製作）

#### 東日本旅客鉄道（JR東日本）

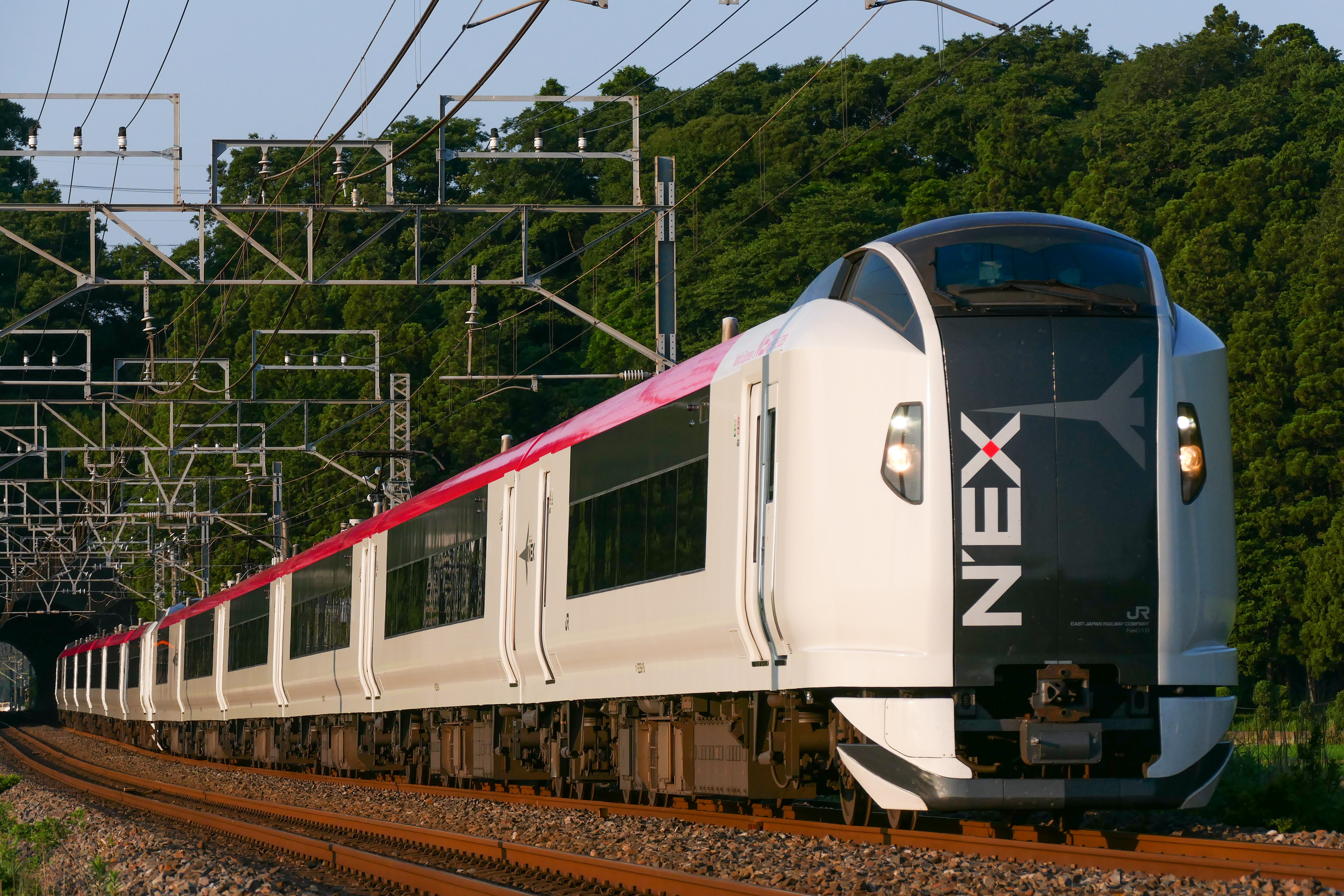
ブルーリボン賞受賞のE259系

- 205系電車（サハ204形全車）
- 211系電車
- 251系電車
- 253系電車
- 255系電車
- E257系電車
- E259系電車[24]
- E491系電車（モヤE490形）
- E653系電車
- E657系電車[15]
- E751系電車など。

#### 東海旅客鉄道（JR東海）

##### 新幹線電車
- 新幹線100系電車（G編成、通称100'系）
- 新幹線300系電車

##### 在来線
- 211系電車（5000番台）
- 213系電車（5000番台：飯田線への転用改造のみを担当）
- 285系電車（3000番台）
- 311系電車
- 313系電車（3次車まで。3次車の2600番台編成は全編成近車製）[15] - 以後は日本車輌製造へ一本化のため取引断絶

#### 四国旅客鉄道（JR四国）

##### 電車

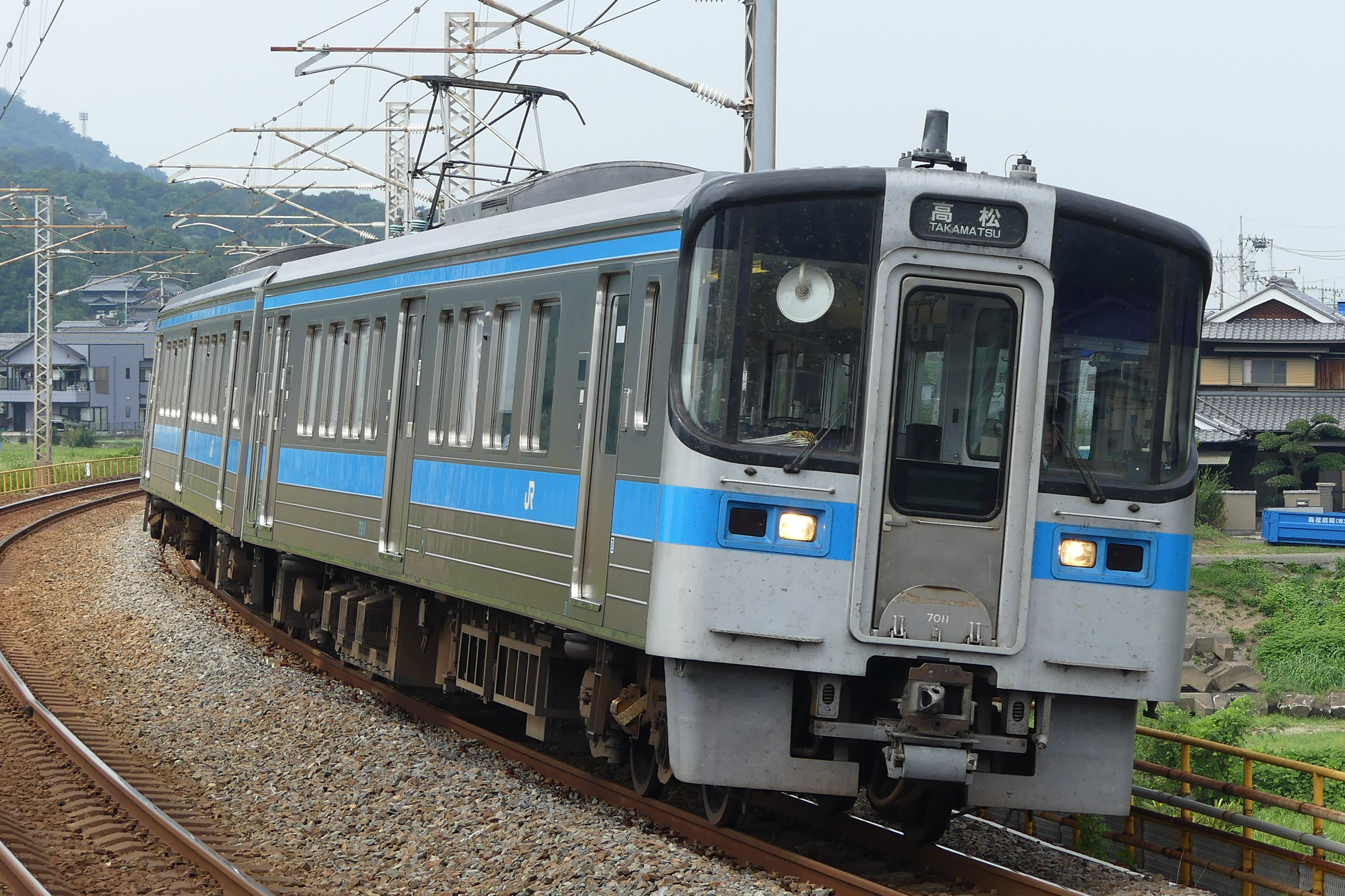
JR四国7000系電車

- 7000系電車 - 全車受注。設計図を供与された一畑電車向けも構体生産を担当（後述）。
  - 新型ハイブリット式ローカル車両[25]

##### 気動車
- 1500形気動車（7次車のみ）[4]

#### 九州旅客鉄道（JR九州）

##### 新幹線電車
- 新幹線N700系電車（8000番台、R10・R11編成）

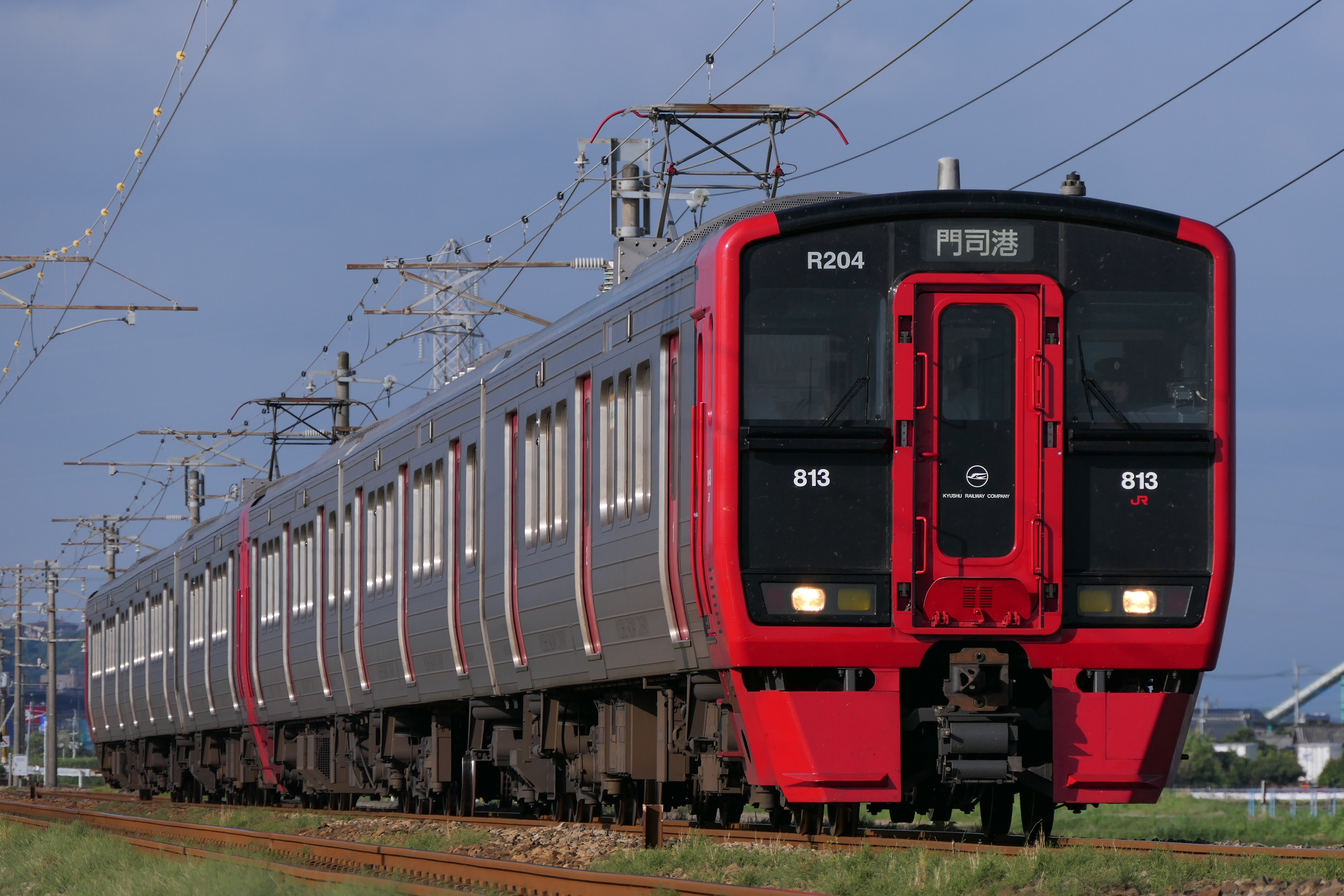
JR九州813系

##### 在来線電車
- 303系電車（全車受注）[15]
- 783系電車
- 787系電車
- 811系電車
- 813系電車（小倉工場組み立て車を除く全車）[15]

##### 気動車
- キハ72系気動車（キサハ72 4の構体のみ）

#### 鉄道総合技術研究所（鉄道総研・JR総研）
- R290・R291形電車

#### 北越急行
- 681系電車（2000番台）

#### IRいしかわ鉄道
- 521系電車（新造編成、0番台は名目上はJR西日本車の受注扱い）

### 公営

#### 京都市交通局

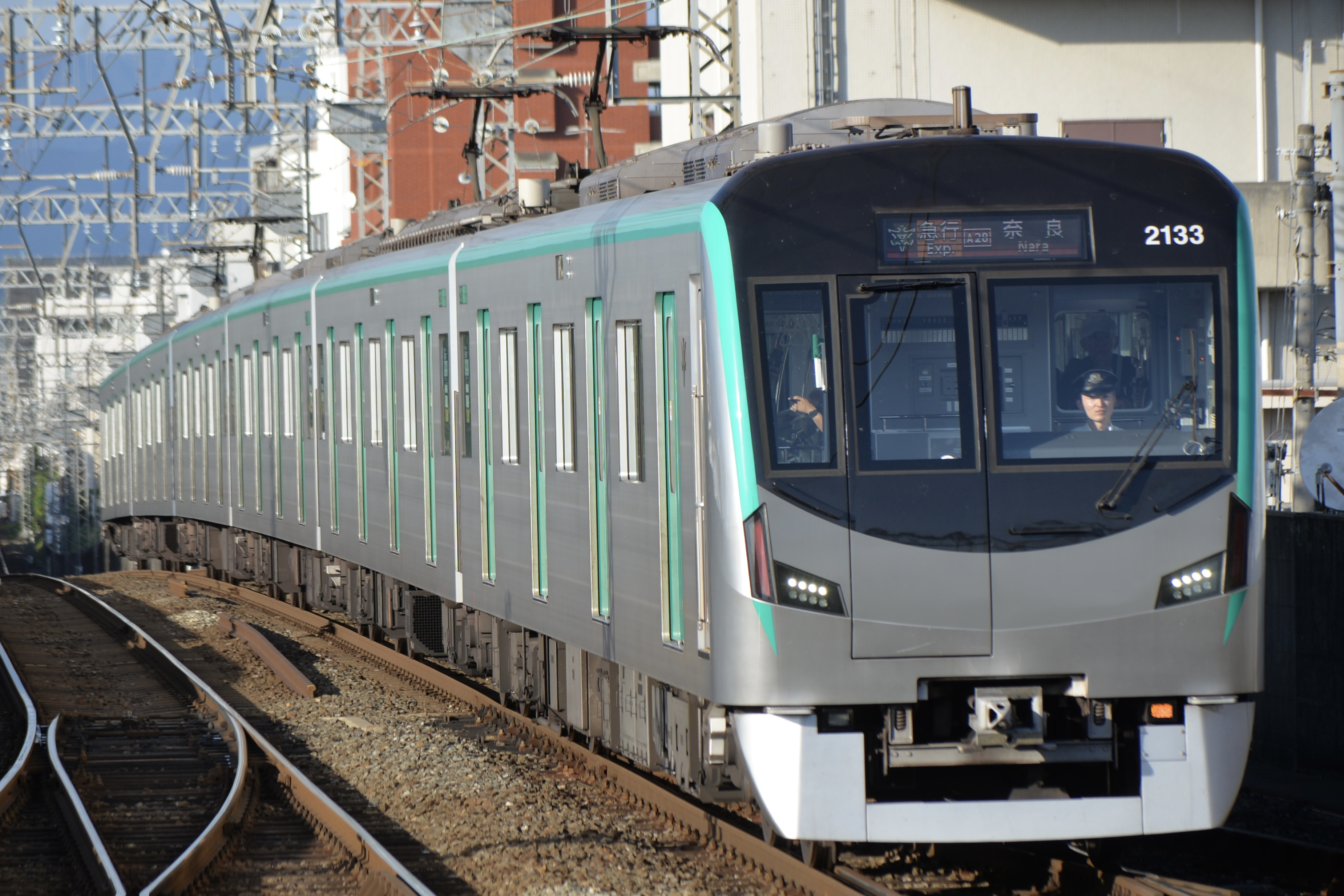
京都市営地下鉄20系

諸改造も受注している。
- 10系
- 20系[26] - デザイン業務は総合車両製作所が1円で落札した[27]が同社は製造の受注はしなかった。
- 50系

#### 東京都交通局
- 10-000形
- 5300形
- 6300形（プレートは川崎重工業[28]）
- 6500系[15]

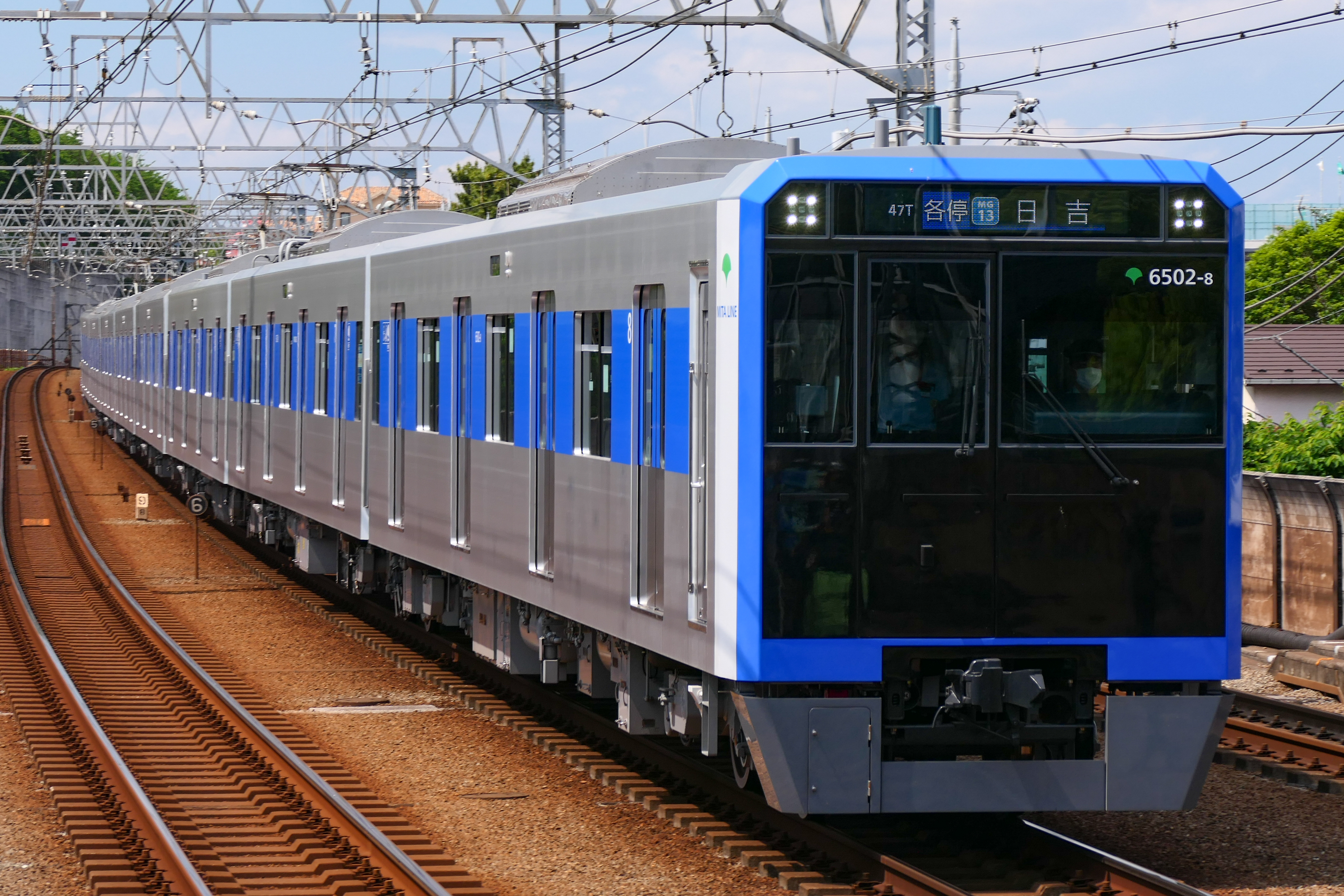
東京都交通局6500形電車

- 上記4形式および5000形・6000形の台車も納入

#### 福岡市交通局
- 1000系
- 2000系

#### 仙台市交通局
- 2000系[29]

### 大阪市高速電気軌道以外の準大手私鉄・中小私鉄・公営鉄道（地下鉄を除く）

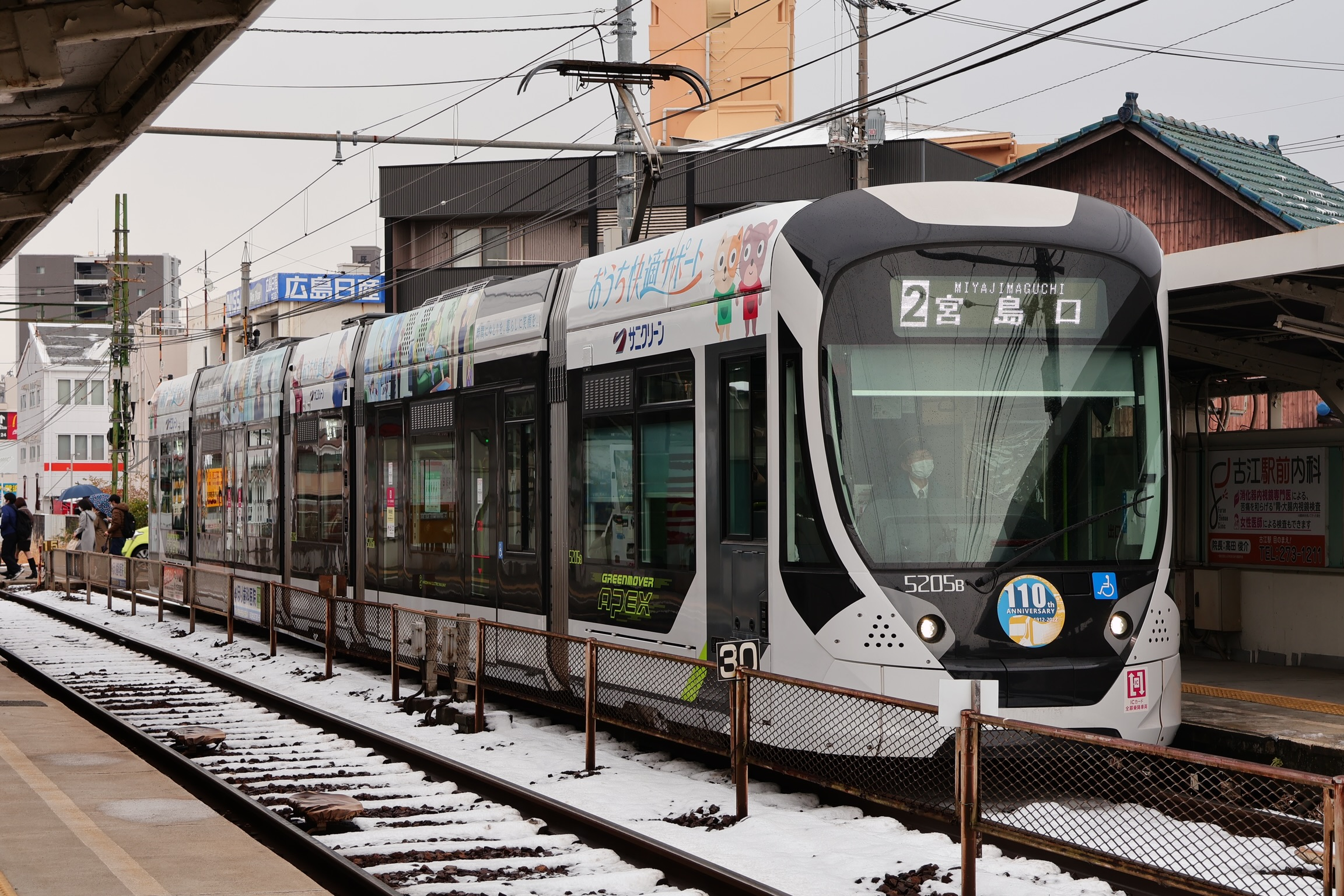
広島電鉄5200形

- 埼玉高速鉄道（2000系（川崎重工業が全車受注し、うち3編成を近畿車輛にて製造[28]））
- 北九州高速鉄道
- JTRAM（国産低床路面電車。三菱重工業、東洋電機製造と提携）
  - 広島電鉄5100形電車
  - 広島電鉄1000形電車 (2代)
  - 広島電鉄5200形電車
- 比叡山鉄道（車体製造）
- 北大阪急行電鉄（9000形）[30]
- 叡山電鉄 （車体本体の受注経験はないが、デオ810形815-816編成「こもれび」号の塗装デザインや、デオ900形の車体デザインおよび台車製造を担当）
- 一畑電車（7000系） - 構体と台車製作を担当、艤装以降は後藤工業／JR西日本後藤総合車両所の民間向け呼称 が担当。
- 泉北高速鉄道（9300系）[31] - 2025年4月の南海電鉄への合併まで。
- 伊予鉄道（7000系[32][33]）

など

### 日本国外向け
戦前
- 南満洲鉄道（満鐵）
  - 客車488両・貨車573両（累計）納入[34]
- 朝鮮総督府鉄道（鮮鉄）
  - （日本統治時代向け）客車・貨車など[34]

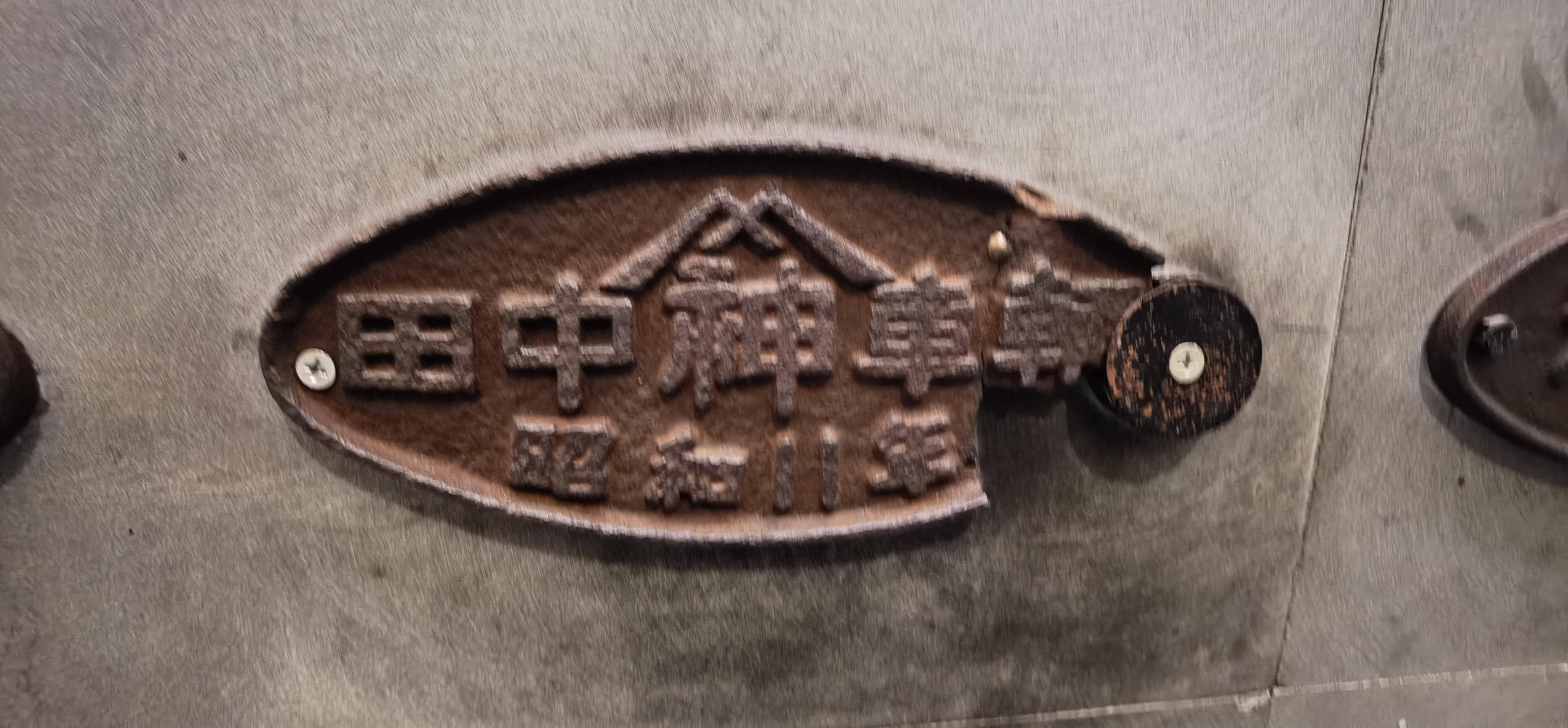
中国鉄道博物館に展示されている田中車輛の製造銘板

  - 朝鮮図們鉄道、京城電鉄、金剛山電気鉄道、満洲呼海鉄道など大日本帝國植民地時代に存在した私鉄向けも受注。
- シャム国（現・タイ王国。タイ国有鉄道）
  - 1935年納入の貨車（国外向け初の本格的な輸出）[34]

戦後

#### 香港

##### 九広鉄路
- 客車

##### 香港MTR（香港鉄路、改造も受注）
- Ktt (列車) - （2階建て客車である）
- 東鉄線2次車SP1900形電車全車両
- 西鉄線一部車両及び馬鞍山線全車両[35]

#### エジプト

##### カイロ地下鉄
- 1号線用電車
- 2号線用電車
- 3号線用電車[36]

##### カイロ路面電車
- 電車

##### アレクサンドリア市電
- 電車
- 二階建て電車

#### タイ

##### タイ国鉄
- NKF型気動車
- 客車

#### シンガポール

##### マス・ラピッド・トランジット
- C151形電車

#### フィリピン

##### マニラ・ライトレール・トランジット・システム
- 1200形電車

##### フィリピン国鉄
- MC・TCT形気動車
- CMC・CTC形気動車
- MCBP・TA形気動車
- 7A形客車
- 7B形荷物車
- 7S形寝台車

#### アメリカ合衆国
ライトレール車両が多い。70%低床車両では大きい市場シェアを占める。なお、同国では現地組み立て工場で製造するルールに基づくため、カリフォルニア州の工場で製造されている。

##### マサチューセッツ湾交通局
- グリーンライン向け車両

##### ニュージャージー・トランジット
- LRV

##### VTAライトレール
- 低床車両

##### ロサンゼルス郡都市圏交通局
- P3010形[37]

#### メキシコ

##### チワワ太平洋鉄道
- 一等客車[注釈 3]

##### メキシコ国鉄
- 客車[注釈 4]

#### アラブ首長国連邦

##### ドバイメトロ
- 電車（全車両）[38]

#### カタール

##### カタール鉄道・ドーハメトロ
- レッドラインの電車（全車両）[38]

#### ペルー
- ペルーの鉄道
  - 気動車
  - 客車

#### ブラジル
- ソロカバナ鉄道（ポルトガル語版）
  - 100形電車

#### アルゼンチン

##### アルゼンチン国鉄
- サルミエント線・ミトレ線直流電車M.U.2000[←7000E]/M.U.1000
- ウルキサ線直流電車M.U.3800/M.F.U.3000[注釈 5]
- ロカ線交流電車M./R.4000

#### LFX-300
- 架線レス試作路面電車

など

### 研究開発中
- Smart BEST[39] - シリーズハイブリッド気動車。2012年10月30日から12月10日までJR西日本山陰本線・境線・伯備線で走行試験を行った[40]。なおJR四国においても2013年12月6日から2014年2月7日にかけて高徳線・鳴門線・徳島線にてSmart BESTの走行実験が行われた[41]。Smart BESTの走行により徳島県内初の『電車』走行が実現したことを記念し、2014年1月17日に鳴門駅にて出発式が執り行われた[41][42][43][44]。詳細は当該記事を参照のこと。
- HARMO - 次世代省エネルギー型バッテリー電車

### 完成車両の輸送方法

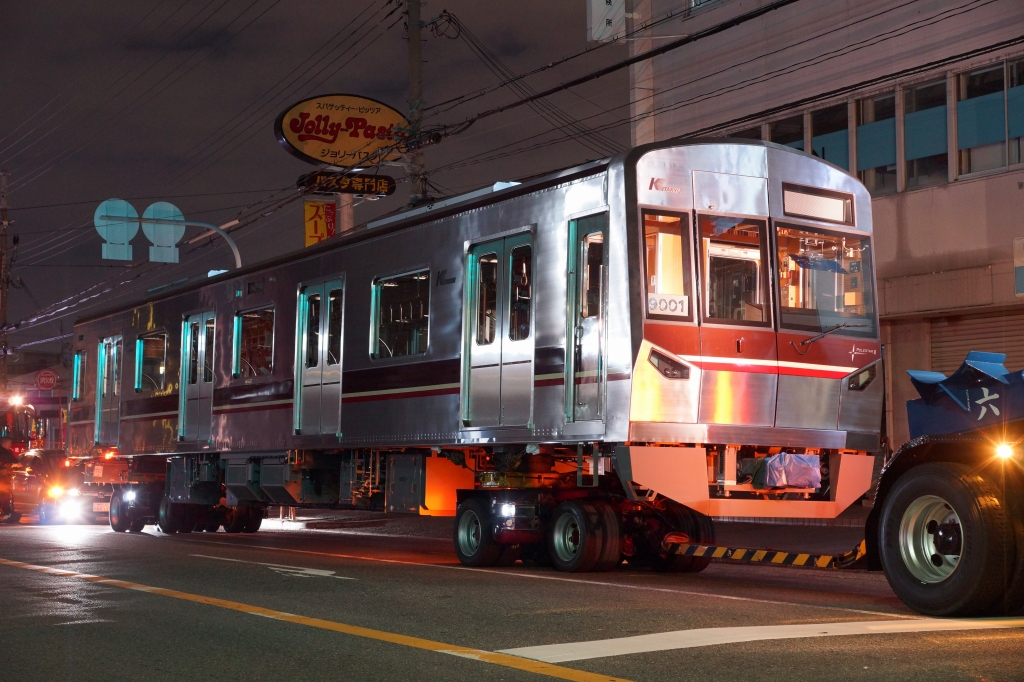
北大阪急行向けの新車搬出時の様子。線路が繋がらない路線へはトレーラーで陸送される

徳庵から出場するJR西日本向けの車両は、一部の例外を除いて甲種輸送は行わず、工場からおおさか東線（城東貨物線）を経由して自力で出場してゆく。他のJR向けなどは甲種輸送が行われるが、山陽・九州新幹線車両はトレーラーと海上輸送で博多総合車両所や熊本総合車両所（大阪港―福岡港間は海上）へ、北陸新幹線車両は同じくトレーラーと海上輸送で白山総合車両所（大阪港－金沢港間は関門海峡経由で海上）へ、親会社の近鉄向け車両は狭軌の南大阪線向けも含めトレーラーによる輸送で八尾市の「高安検修センター」へ搬入される。ただ、南大阪線用車両については、以前は甲種輸送で柏原駅や吉野口駅から搬入していた時代もあった。Osaka Metroや北大阪急行など、JR線と線路がつながっていない地下鉄・私鉄向けについてもトレーラー輸送となる。

## 鉄道車両以外の製品
- 台車
シュリーレン式と呼ばれる円筒案内式の台車を1950年代に、スイスのSWS社との技術提携により導入した。以後、親会社である近鉄の車両は1991年ごろまで一部を除きシュリーレン式を採用した。都営地下鉄も長らくシュリーレン式を採用していたほか、国鉄オシ17形客車などにも採用された。他に小田急SE車や近鉄10000系（ビスタカー）向けには連接台車を製造した。型番はすべて「KD」で始まる（国鉄・JR向けは国鉄・JRでの型番が、都営地下鉄向け台車は東京都交通局での型番と近畿車輛での型番の両方が付けられる）。
- 鉄道車両用窓「ATOS」
鉄道用の実績では、台車とともにスイスから移入した技術を使用した「シュリーレン式バランサー」による一段下降窓を採用、近鉄や国鉄157系電車などで採用された。また、国鉄583系電車や国鉄381系電車、1960年代後半以降の国鉄食堂車などで採用されたベネシャンブラインドを内蔵した日除内装窓「コンビット窓」もアメリカから近畿車輛が技術導入した建材部門の「エルミン窓」がベースである。
- ADホルダー
- JKコート
- KSクリーン

### 過去の製品
- バス車体
  - 1960年代、近鉄自動車局向けに日本初の2階建てバス「ビスタコーチ」や部分低床バス（ノンステップバス）の製造を行った（シャシは日野自動車製）。また、名神ハイウェイバスに参入した近鉄系の日本高速自動車には、独自開発の高速バス車両を製造した実績がある。高速バスは当時日本では登場していなかったスケルトン構造も一部取り入れた特徴あるデザインであった。なお、当社がバス車体の製造から撤退した後は、近鉄バスは日野車体工業（後のジェイ・バス）製のバス車体を全面的に使用している。
  - 田中車輌として創業間もない大正時代には東京市電からの受注に伴い東京にも工場を置いたが、進出と同時期に発生した関東大震災から復興のため市電に加え都営バスの元祖である「円太郎バス」130台の製造も受注している。また、昭和に入ってからも8〜16人乗りGMC型バスの製造を行い、阪神国道自動車（現在の阪神バス）などへ納入した[45]。
- 自動券売機
  - 近鉄やJR西日本、JR四国などに、自動券売機の製造・納入をしていた。券売機のほか、回数券発行機（これは全国のバス事業者に販売された）も製造していた。かつては自動改札機の開発も行ったことがある。スルッとKANSAIやJスルーカードの導入で券売機の需要が減少したこともあり、オムロンに事業譲渡し撤退した。
- 建材
  - 集合住宅用スチール製玄関ドアの製造は1956年より開始し、日本住宅公団のいわゆる公団住宅や公営住宅向けに多数の採用例がある。その後、住宅用アルミサッシやマンション向けデザイン玄関ドアなどをKINKIブランドで当社が製造し子会社の近畿工業が販売していた。本社および埼玉県所沢市には建材の専用工場も持っていた。バブル崩壊後の建設不況で建材部門は縮小され、2001年、サッシメーカー5社[注釈 6]が共同出資して設立した軽量スチールドア製造会社 コスモ工業との合弁会社のコスモ近畿を設立して販売を移管するも、その後、建材分野そのものからの撤退を決定し、2008年9月をもって生産を終了、同年度末をもって事業を廃止し、コスモ近畿の株もコスモ工業に移った[46]
  - 建材の営業部門は当初近畿工業で行い、後に統合するも、玄関ドア販売は2001年にコスモ近畿へ移管され、残る組織も2002年にトステムSDに移籍し分離された[47]。その後販売がコスモ工業をLIXILが承継した関係[48]で、LIXIL鈴木シャッターが三和ホールディングスに譲渡された後もなお、玄関ドアに関するお問い合わせ窓口はLIXILに留め置かれている[49]。

- 鉄道コンテナ（日本のコンテナ輸送及びJR貨物のコンテナ形式参照） 
  - 当時近鉄グループの運輸会社であった近鉄運輸（現在は系列外の近物レックス）から、1971年11月、20フィート型10トン積載のUC5形式ドライコンテナ8本を受注し製造した[注釈 7]。コンテナ本体の素材は、アルミ合金製であった。しかし当時はこれらと同一規格の大型コンテナが、鉄道車両製造の同業他社であった富士重工業・、東急車輛製造の他、トラック荷台及び特殊自動車車体製作の日本トレールモービル・日本フルハーフ・加藤車体工業・金産自動車工業も多数製造しており[注釈 8]、製造各社とも受注合戦の真っ最中であったため、結果として当社の国鉄向け鉄道コンテナは「最初で最後の受注製造」で終わった。これらのコンテナ製造には、車両製造とは別個の、当時の国鉄の定めた鉄道輸送用コンテナの各種規格や強度等が厳しく要求され、同時にコンテナ製造業者には大掛かりな製造・完成検査用の専用設備を要したことから量産には至らず、試験的に製造したのみであった。
- 産業機械・機器
  - 新聞自動販売機・駐輪機のみに縮小していた産業機器部門は2015年3月末をもって撤退した[51]。
- エクステリア製品
  - バスシェルター、モニュメントなど

戦時中には大阪工場において日本陸軍からの91式貨車、弾薬盒、砲車など、千歳造船工場において日本海軍からの油槽船、魚雷艇、運貨船、人間魚雷「回天」などの製造も行っていた。

## 関連子会社
- 関連子会社としてケーエステクノスが同じ敷地内にあり、車両用窓戸や内装部品などの製造を行っていた。以前は、新聞販売機、駐輪場ポスト、アルミ合金や難燃性マグネシウム合金押し出し型材を手がけていた。アルミ事業は2009年2月に、新聞販売機や駐輪場ポストは2015年3月に営業を終了・事業撤退した。1979年に「近車サービス株式会社」として設立され、1998年に現商号に変更、2000年に「近畿アルミ株式会社」を合併した後、2021年7月1日をもってケーエスサービスに吸収された[53][54]。
- なお、関連子会社であった近畿工業（現・日本ファシリオ）はすでに発行済み株式の9割を夢真ホールディングスの連結子会社へ売却しているため、現在は連結対象から外れている。同社はのちに夢真グループ時代の合併、さらに夢真からの株式譲渡でAPロジスティックスの子会社を経て綜合警備保障の子会社となったが、現在も近鉄グループ各社が株主となっている[55]。
- ケーエスデザイン（旧テクノデザイン）…2012年6月末を以て休眠会社に
- ケーエスサービス（旧きんきゴルフセンター） - ケーエステクノスを合併して商号を株式会社ケーエステクノスと改め、来客受付・案内、場内警備・清掃業務、鉄道車両納入前清掃や福利厚生サービスを受託している[54]。
- KINKISHARYO (USA) INC. （アメリカ・ボストンにある連結子会社） - 1991年設立[56]。2018年1月30日付で下記のKSインターナショナル社へ統合[56]
- KINKISHARYO International, L.L.C.  （アメリカ・パームハーバーにある連結子会社）- 1999年設立[56]。2017年、カリフォルニア州パームデール市にLRV工場を建設・完成し、以降、同国向けLRVを製造している。

## 備考

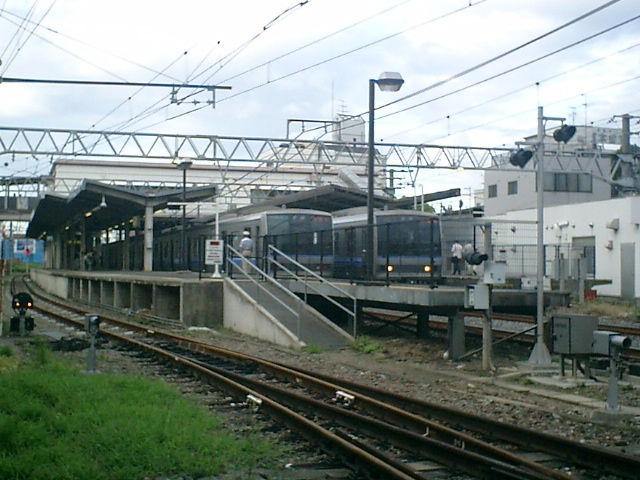
JR徳庵駅ホーム（外島踏切り・東大阪市側より）左側・3番線から当社製作車両が出場していく

- 当社製作の車両の走行試験の為の、試運転線が工場奥に敷設されている。 また集電装置としてパンタグラフの無い地下鉄車両などの構内試運転線では、発生品のDT33系台車の上にやぐらを組みパンタグラフを載せた集電装置を使用する。
- かつては工場と道路の間は金網の柵で仕切られており、道路から製造中の車両を見る事が出来たが、2010年にコンクリート製の柵に作り変えられて道路から試運転中の車両や製造中の車両を見る事が難しくなった。
- 当時、陸送用の搬入口と工場入口は交差点を隔てて離れていたが、前述の柵の改修工事と平行して陸送用の搬入口と工場入口が一体化された。
- 昭和初期に現在地に工場が移転してから、本社事務所は二度移転している。当初は学研都市線への車両出場線の反対側にあるマンションが建っている場所にあった。 昭和40年代にボウリングブームに乗ってボウリング場を建設・営業したが、すぐにブームが去り、ほどなく廃業。跡地に本社機能を移転した。
- 2004年に本社機能を旧技術研究所跡に移転。旧跡地は賃貸し、複合商業施設「フレスポ東大阪」となっている。2009年8月に3回目の移転を行い、旧本社跡地にはガソリンスタンドとホリデイスポーツクラブが開業した。
- 東大阪スカイハイツ、メゾン・エスポアール、近鉄バス稲田営業所およびその並びは、かつて近畿車輛の土地であった。